# آسیل‌سیلان

ساختار عمومی آسیل‌سیلان‌ها که در آن R نشان دهنده یک زنجیر جانبی است.

آسیل‌سیلان(به انگلیسی: Acylsilane) نام دسته‌ای از ترکیبات شیمیایی حاوی سیلیسیم است که دارای گروه عاملی R(CO)-SiR3 باشند. آسیل‌سیلان‌ها به عنوان ماده شروع‌کننده در واکنش بازآرایی بروک برای تولید سیلیل انول اترها از وینیل لیتیم به کار می‌رود.